# Sclerocactus
Sclerocactus je rod mrazuvzdorných kaktusů pocházející původně ze Severní Ameriky, konkrétně se vyskytuje na území Spojených států v Kalifornii, Novém Mexiku, Nevadě a Coloradu. Zahrnuje asi 15 druhů. Tyto druhy kaktusů jsou velmi xerofytické (suchomilné). Obdivuhodné jsou právě tím, že dokáží odolávat rozpětí teplot téměř 100 °C. Většina Sclerocactusů jsou ohrožené druhy.

## Popis
Sclerocactusy jsou vejčité až protáhle válcovité, mají tuhé stonky s hlízami, které jsou obecně sloučeny do žeber a jsou pokryty páteřemi, které vycházejí z areolů.

## Život v přírodě
Tyto rostliny se nacházejí ve výškových pouštích, jako například náhorní plošina Colorada nebo v Mohavské poušti či Velké pánvi. V přírodě jsou rostliny vystaveny velmi drsným podmínkách, jako jsou extrémní teploty, dlouhé období sucha či silné mrazy. V těchto oblastech mohou mrazy dosahovat hodnot až -30 °C, zatímco v létě v polopouštích je teplota až 90 °C. Nejčastěji rostou podél vod a arroy (suchý potok), ale také se vyskytují podél horských hřebenů v místech, kde se vytvořily propadliny, které dokáží po nějakou dobu zadržovat vodu.

## Druhy
Vztah mezi sclerocactusy a dalšími rody je nejasný od května 2012. Výsledkem je, že počet druhů zahrnutý do rodu se liší. Flora Severní Ameriky (FNA) rozpoznává 15 druhů, ale Anderson uznává 14.

### Andersonův seznam
1. Sclerocactus brevihamatus
2. Sclerocactus glaucus
3. Sclerocactus mesae-verdae
4. Sclerocactus nyensis
5. Sclerocactus papyracanthus
6. Sclerocactus parviflorus
7. Sclerocactus polyancistrus
8. Sclerocactus pubispinus
9. Sclerocactus scheeri
10. Sclerocactus sileri
11. Sclerocactus spinosior
12. Sclerocactus uncinatus
13. Sclerocactus whipplei
14. Sclerocactus wrightiae

## Sclerocactus mesae-verdae
Byl poprvé popsán v roce 1940 Boissainem a Davidsonem jako Coloradoa mesae-verdae. Typová lokalita je určena u města Cortez v jihozápadním Coloradu u hranice s Novým Mexikem, USA. Scházející středový trn vedl k založení rodu Coloradoa. Benson je později přeřadil do rodu Echinocactus a ještě později je přeřadil do rodu Sclerocactus. V roce 1972 byl přechodně klasifikován i jako Pediocactus. Na lokalitách se vyskytují rostliny i se středovým trnem, avšak ty jsou velice vzácné.

## Výskyt
Jeho domovinou je severozápadní roh státu Nové Mexiko a jihozápadní roh státu Colorado. Je to oblast spadající geologicky pod tzv. Colorado Plateau (Kolorádská náhorní plošina), která dále zasahuje do států Utah a Arizona. Centrum výskytu tohoto sclerocactusu je v Novém Mexiku u města Shiprock a stejnojmenného kultovního místa Navahů.
Doba kvetení se pohybuje od poloviny dubna do konce dubna a vrcholí kolem 20. dubna, přičemž sezónní variance mohou tyto hranice mírně ovlivňovat. Opylování květů je zprostředkováno hmyzem. Jelikož ve stejné době panují i silné větry, rostliny otvírají květy jen částečně a brání se tak ztrátě pylu.